# Joseph-Henri de Bombelles
Pour les articles homonymes, voir Bombelles.
Joseph-Henri de Bombelles, né en 1721 et mort le 9 mai 1783, est un militaire français qui a atteint le grade de maréchal de camp des armées royales.

## Biographie
Né en 1721, il est le fils de Henri François de Bombelles, et le frère de Marc-Marie de Bombelles. D'abord gentilhomme à drapeau dans le régiment des gardes françaises le 22 octobre 1734, il devient enseigne le 7 mai 1739. Le 25 février 1743, enseigne à pique, puis sous-lieutenant le 4 août. Il devient sous-lieutenant de grenadiers le 5 juin 1745. Il atteint le grade de lieutenant le 20 février 1746 puis celui d'aide-major le 22 décembre 1754. Le 8 mai 1757, il obtient une commission de colonel d'infanterie puis le 5 mai 1765, celle de capitaine aux gardes-françaises. Le 18 juin 1768, il devient brigadier d'infanterie et enfin, maréchal de camp, le 1er mars 1780. Il a été Commandeur de l'ordre de Saint-Lazare. Il meurt le 9 mai 1783.

## Distinctions
- Chevalier de l’ordre de Saint-Louis[3],[2]